# Wody subartezyjskie
Wody subartezyjskie – wody podziemne (wgłębne pod ciśnieniem) występujące w warstwach wodonośnych pod skałami nieprzepuszczalnymi, pod niskim ciśnieniem hydrostatycznym, w przypadku których słup wody w odwiercie nie sięga powierzchni ziemi, jednak podnosi się wyżej, niż nawiercone zostało zwierciadło wód podziemnych.
W rzeczywistości miejsc występowania wód subartezyjskich jest bardzo wiele - warunki takie stwarza każdy kompleks skalny, którego spąg (strop warstwy wodonośnej) znajduje się poniżej poziomu ciśnienia piezometrycznego (zwierciadła piezometrycznego).
W różnych miejscach powierzchni ziemi wody tej samej warstwy wodonośnej mogą być subartezyjskie, lub artezyjskie, zależnie od topografii terenu (oraz lokalnych zmian ciśnień piezometrycznych).
Przydatne gospodarczo są szczególnie te wody subartezyjskie, które nawiercono głęboko (a więc niekiedy są mniej zanieczyszczone od przypowierzchniowych lub też prezentują lepsze wydajności), lecz podnoszą się po nawierceniu stosunkowo blisko powierzchni ziemi, co ułatwia ich eksploatację.